# ポンテカニャーノ・ファイアーノ
ポンテカニャーノ・ファイアーノ（伊: Pontecagnano Faiano）は、イタリア共和国カンパニア州サレルノ県にある、人口約26,000人の基礎自治体（コムーネ）。

## 地理

### 位置・広がり

#### 隣接コムーネ
隣接するコムーネは以下の通り。
- バッティパーリア
- ベッリッツィ
- ジッフォーニ・ヴァッレ・ピアーナ
- モンテコルヴィーノ・プリアーノ
- サレルノ

## 行政

### 分離集落
ポンテカニャーノ・ファイアーノには、以下の分離集落（フラツィオーネ）がある。
- Pontecagnano (sede comunale), Faiano, Corvinia, La Picciola, Magazzeno, Sant'Antonio